# Saint-Sulpice (stanice metra v Paříži)

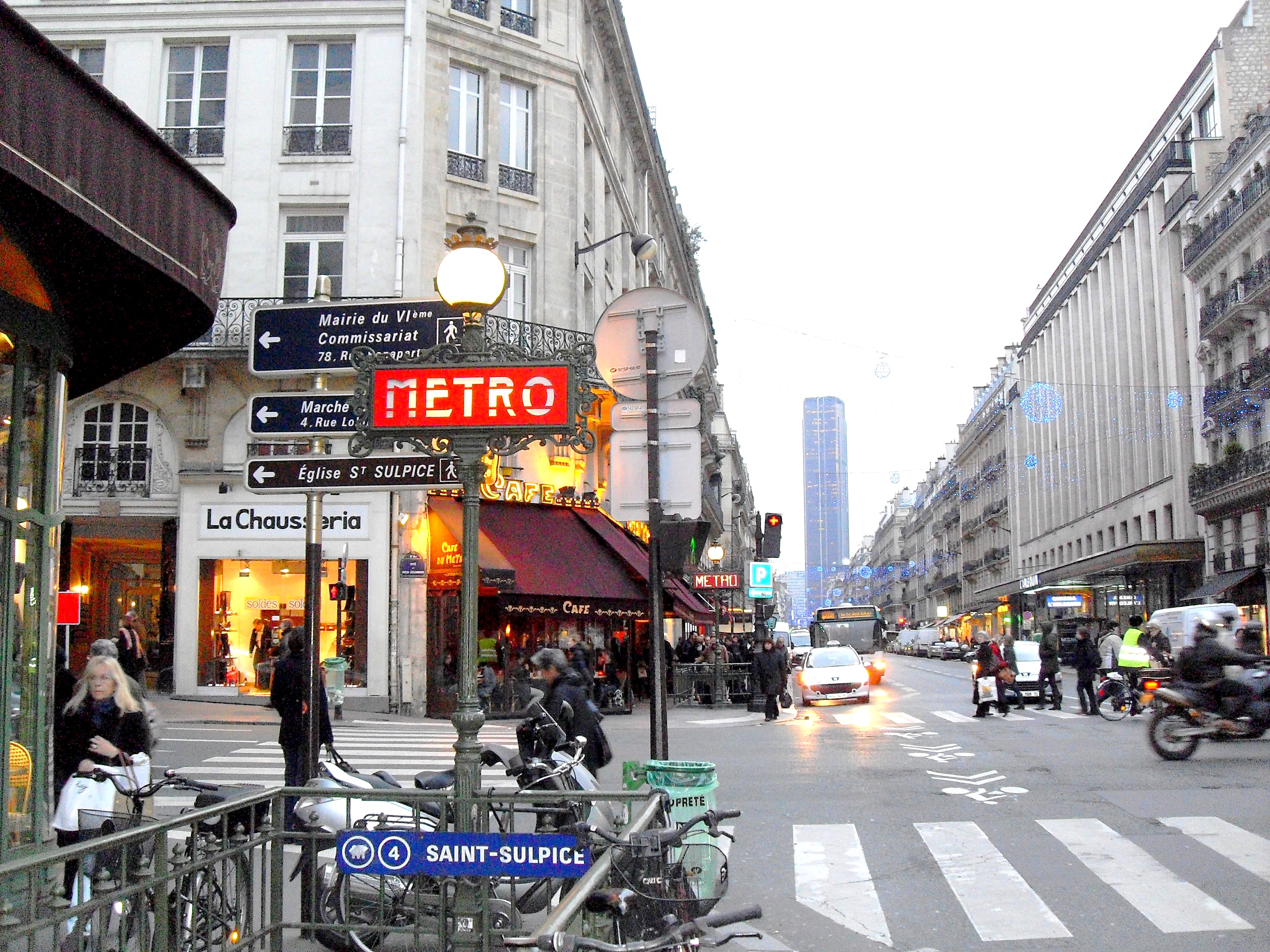
Vstup do stanice, v pozadí Věž Montparnasse

Saint-Sulpice je nepřestupní stanice pařížského metra na lince 4 v 6. obvodu v Paříži. Nachází se na křižovatce ulic Rue Saint-Sulpice a Rue de Rennes.

## Historie
Stanice byla otevřena 9. ledna 1910 jako součást úseku Châtelet ↔ Raspail, který spojil do té doby oddělenou severní a jižní část linky.
Oba původní vchody této stanice jsou vybaveny původními vzácnými lampami typu Val d'Osne (na rozdíl od mnohem rozšířenějších lamp Dervaux). Stanice metra jimi byly vybavovány v letech 1909-1923, ale postupem doby byly nahrazeny, takže dnes se jich dochovalo jen málo.

## Název
Jméno stanice je odvozeno od názvu nedaleké ulice Rue Saint-Sulpice, která nese jméno významného kostela sv. Sulpicia.

## Vstupy
Stanice má východy na Rue de Rennes, kde jsou dvě schodiště před domy č. 65 a 69 a jeden eskalátor.

## Zajímavosti v okolí
- kostel sv. Sulpicia
- Palais du Luxembourg